# هونا
هونا  هي مدينة و كومونا ( عدد سكانها 1,146) تقع في منطقة وادي أوستا غرب إيطالية.

## المدن التوأم
- Nora Municipality، Sweden, since 2008